# Бакир Эль-Накиб, Хамада
Хамада Мохамед Махмуд Мохамед Бакир Эль-Накиб (араб. حمادة محمد محمود محمد بكير النقيب‎, 6 апреля 1974, Александрия, Египет) — египетский гандболист, вратарь. Участник летних Олимпийских игр 1996, 2000, 2004 и 2008 годов, двукратный чемпион Африки 2004 и 2008 годов, двукратный серебряный призёр чемпионата Африки 2006 и 2010 годов, бронзовый призёр чемпионата Африки 2014 года, чемпион Всеафриканских игр 2011 года.

## Биография
Хамада Бакир Эль-Накиб родился 6 апреля 1974 года в египетском городе Александрия.
Играл в гандбол за египетскую «Александрию». В 2006 году перешёл в тунисский «Клуб Африкен». В сезоне-2008/2009 играл во французском «Пари Сен-Жермен». Впоследствии играл за египетские «Полис» и «Спортинг», катарские «Аль-Джаиш» и «Аль-Райян».
В 1996 году вошёл в состав сборной Египта по гандболу на летних Олимпийских играх в Атланте, занявшей 6-е место. Играл на позиции вратаря, провёл 6 матчей.
В 2000 году вошёл в состав сборной Египта по гандболу на летних Олимпийских играх в Сиднее, занявшей 7-е место. Играл на позиции вратаря, провёл 8 матчей.
В 2004 году вошёл в состав сборной Египта по гандболу на летних Олимпийских играх в Афинах, занявшей 12-е место. Играл на позиции вратаря, провёл 6 матчей.
В 2008 году вошёл в состав сборной Египта по гандболу на летних Олимпийских играх в Пекине, занявшей 11-е место. Играл на позиции вратаря, провёл 5 матчей.
Участвовал в одиннадцати чемпионатах мира с 1995 по 2015 годы. В 2001 году помог сборной Египта стал первой неевропейской командой, занявшей 4-е место на этом турнире.
Завоевал пять медалей чемпионата Африки по гандболу — золото в 2004 и 2008 годах, серебро в 2006 и 2010 годах, бронзу в 2014 году.
В 2011 году завоевал золотую медаль гандбольного турнира Всеафриканских игр в Мапуту.
В 2013 году стал победителем гандбольного турнира Средиземноморских игр в Мерсине.
В течение карьеры провёл за сборную Египта 350 матчей.
Работает начальником отдела в египетской газовой компании в Александрии.